# اسماعیل سیاه
اسماعیل سیاه معروف به اسماعیل گوزُک  یا سیاه سپید اندرون شخصیت بذله گو، سیاستمدار، مبارز و یکی از شاعران معاصر افغانستان، اهل هرات و از فرهنگیان، درباریان، شخصیت‌های با نفوذ فرهنگی و سیاسی زمان خویش بود که شعرها، شوخی‌ها و مزاح‌های متعددی از او بیادگار مانده‌است.
بارزترین یادگارهای اسماعیل سیاه، شوخی‌ها و مزاح‌های متعدد او و شکست ناپذیری اش در مزاح و شوخی است که همینک پس از گذشت نزدیک به یک سده هنوز زبان‌زد مردم افغانستان است.
حاجی اسماعیل سیاه بیش از همه در میان مردم هرات معروف است.
او را در زمان زندگی‌اش بیشتر بنام گوزُک می‌شناختند.

## زندگی‌نامه
حاجی محمد اسماعیل سیاه، فرزند آخوندزاده ملا عبدالاحد معروف به گوزُک زادهٔ ۱۲۳۶ خورشیدی روستای توتک شهرستان / ولسوالی کرخ ولایت هرات و درگذشته ۴ عقرب ۱۳۲۴ شاعر، بذله گو و شخصیت سیاسی، فرهنگی و اجتماعی بود که چند اثر فرهنگی از او بجای مانده‌است.
اما بیش از همه بذله گویی‌ها و شوخی‌های متعدد اسماعیل سیاه زبانزد مردم افغانستان است.
اسماعیل سیاه در حساس‌ترین شرایط سیاسی افغانستان زندگی کرد و تولدش همزمان بود با پادشاهی امیر حبیب‌الله خان، در دوره حیات او ۸ امیر بر تخت سلطنت در افغانستان تکیه زدند او در زمان پادشاهی محمد ظاهر شاه درگذشت.
او در آوان جوانی حاکم و والی غورات (غور کنونی) بود.

## القاب حاجی
حاجی اسماعیل را با چندین لقب می‌شناسند القاب سیاه، گوزُک به فارسی ایران (گوزو) و سیاه سپید اندرون، حداقل همواره یکی از آن‌ها در پسوند نام حاجی اسماعیل دیده می‌شود یعنی اسماعیل بدون سیاه یا گوزُک در اذهان مردم نا آشناست و او با چنین هویتی از ذهن مردم رسوب کرده‌است.

## آثار
از حاجی اسماعیل سیاه دو اثر بجای مانده‌است، اثر اولی بنام دیوان شاعر با کوشش عبدالرحیم خان نایب سالار بچاپ رسید که پس مدت کوتاهی توسط ایادی حکومت وقت جمع‌آوری گردید و این اثر به صورت کل از همان تاریخ نایاب گردید.
گرگ و شغال نام اثر دیگر اسماعیل گوزُک است این اثر مثنوی است و حدود ۶۲۷ بیت دارد. این مثنوی‌ها در واقع به انتقاد از نظام امانی (حاکمیت امان‌الله خان) پرداخته‌است.
مجموعه آثار شاعر نشاندهنده رسالت اجتماعی حاجی است. ستیز گسترده، مبارزه با با استعمار، استبداد، غارت، دین نمایی، تحجر، تزویر، بی‌حجابی، فحشا، خرافات، قانون‌شکنی و بی امنی مهم‌ترین شاخصه‌های تفکر حاجی اسماعیل سیاه است.
مشروطه خواهان زمان زندگی اش او را واجب القتل خواندند.

## بذله گویی
بدون شک شخصیت شوخ و بذله گویی مانند اسماعیل سیاه در دوران معاصر در افغانستان نظیر ندارد، بذله گویی‌ها، شوخی‌ها و مزاح‌های او بی شباهت به شخصیت‌های افسانوی مانند ملا نصرالدین نیست.
بعد از جوانی، سیاه سپید اندرون به یک شخصیت محبوب بذله گو در میان حاکمان دولتی و مردم مبدل شد.
از عمده‌ترین شاخصه‌های دیگر حاجی حاضرجوابی او در شوخی وها و مزاح‌ها بود.
تا آنجاییکه حاکمان و والیان او همواره را به دربار فرا می‌خواندند، با او شوخی می‌کردند، تلاش می‌کردند او را شکست دهند، اما حاجی شخصی نبود که به راحتی در بذله گویی شکست بخورد، هرچند در مواردی حاجی حتی از یک کودک نیز شکست خورده‌است؛ که دو نمونه پیروزی و شکست او در کتاب سیاه سپید اندورن نوشته عبدالغفور آرزو چنین آمده‌است.
پکوره یک غذای معروف هراتی است، روزی حاکم شهر کابل به هرات می‌آید و همراه با اسماعیل سیاه برای خوردن پکوره به بازار می‌رود.
والی در حال خوردن پکوره‌است و اسماعیل سیاه در حال خوردن یا چوریدن استخوان، والی که در حال پکوره خوردن است با استفاده از فرصت خطاب به اسماعیل سیاه می‌گوید: شما هراتیها که این همه استخوان می‌خورید پس سگ‌های شما چی می‌خورند؟، حاجی بلافاصله جواب می‌دهد «پکوره»
در مواقعی نیز حاجی تلاش کرده تا کس یا کسانی را بخنداند و همزمان به شوخی شکست دهد، اما بر عکس آن اتفاق افتاده‌است.
به‌طور مثال روزی کودکی در حال جمع‌آوری قشاد (سرگین حیواناتی مانند خر و گاه) بود. حاجی از کنارش رد شد و به شوخی رو به کودک کرد و گفت: اگر من هم سرگین کنم جمع می‌کنی؟ کودک گفت نه: حاجی پرسید چرا؟ کودک گفت: مادرم مرا توصیه کرده‌است که سرگین خر پیر را جمع‌آوری نکنی.